# 1544 Vinterhansenia
1544 Vinterhansenia là một tiểu hành tinh vành đai chính với chu kỳ quỹ đạo là 1335.4920821 ngày (3.66 năm).
Nó được phát hiện 15 tháng 10 năm 1941.